# Ferran II de la Cerda
Ferran II de la Cerda, (1275 - 1322), fou el segon fill de Ferran de la Cerda i de la seva esposa Blanca de França.

## Orígens familiars
Fou fill de l'infant Ferran de la Cerda i de Blanca de França, i net per part de pare d'Alfons X de Castella i Violant d'Aragó i per part de mare del rei de França Lluís IX, el Sant i de la reina Margarida de Provença. Va néixer el mateix any que va morir el seu pare.
Fou germà d'Alfons de la Cerda el desheretat, aspirant a la corona de Castella.

## Matrimoni i descendència
Del seu matrimoni amb Juana Núñez de Lara anomenada “la Palomilla” pels seus cabells d'un ros intens va tenir quatre fills entre ells Joan III Nunyez de Lara, senyor de la casa de Lara.